# Manita Hang
Manita Hang (Khmer: ហង្ស ម៉ានីតា, sinh ngày 7 tháng 9 năm 1998) là một người mẫu và hoa hậu người Pháp gốc Campuchia đã chiến thắng trong cuộc thi Hoa hậu Hoàn vũ Campuchia 2022 và sẽ đại diện cho Campuchia tại cuộc thi Hoa hậu Hoàn vũ 2022.

## Tiểu sử
Hang sinh ra ở thành phố Phnôm Pênh. Cô sinh ra với cha là người Pháp và mẹ là người Campuchia. Hang theo học Lycée français René Descartes de Phnom Penh. Vào tháng 12 năm 2021, cô tốt nghiệp Trường Kinh doanh CamEd ở Phnôm Pênh với bằng cử nhân kế toán và tài chính.

## Các cuộc thi sắc đẹp

### Hoa hậu Du lịch Campuchia 2015
Hang bắt đầu sự nghiệp thi hoa hậu từ năm 2015, cô đăng quang Hoa hậu Du lịch Campuchia 2015.

### Hoa hậu Du lịch Quốc tế Đô thị 2016
Vào ngày 18 tháng 11 năm 2016, Hang đại diện cho Campuchia tại Hoa hậu Du lịch Quốc tế Đô thị 2016 tại khách sạn Nagaworld ở Phnôm Pênh. Người chiến thắng cuộc thi là Amanda Obdam, người đại diện cho Thái Lan và lọt vào Top 10 tại Hoa hậu Hoàn vũ 2020.

### Hoa hậu Hoàn vũ Campuchia 2022
Vào ngày 15 tháng 6 năm 2022, Hằng thi đấu với 20 thí sinh khác tại cuộc thi Hoa hậu Hoàn vũ Campuchia 2022 được tổ chức tại Bayon TV Steung Meanchey Studio ở Phnôm Pênh và cô đã đăng quang và được Marady Ngin trao vương miệng.

### Hoa hậu Hoàn vũ 2022
Với tư cách là Hoa hậu Hoàn vũ Campuchia, Hang sẽ đại diện Campuchia tại cuộc thi Hoa hậu Hoàn vũ 2022.